# Хрвоје Вејић
Хрвоје Вејић (Метковић, 8. јун 1977) је бивши хрватски фудбалер, који је играо на позицији oдбрамбеног играча.

## Каријера

### Клупска каријера
Вејић је 1998. године почео професионалну фудбалску каријеру у главном граду Хрватске у ФК Загреб, где је играо три сезоне. Затим је провео четири сезоне у сплитском Хајдуку, где је постао капитен тима, пре него што је прешао у Том из Русије.
Дана 12. јануара 2009. године придружио се Хајдуку из Сплита као слободан играч након што је напустио Томск.

### Репрезентација
Од 1998. до 1999. одиграо је четири меча за репрезентацију Хрватске до 21 године у квалификационим утакмицама за Европско првенство у фудбалу до 21 године, 2000. године. Први пут је наступио за сениорски тим против Норвешке у пријатељској утакмици 7. фебруара 2007. Упркос томе што није одиграо ниједан минут у квалификационим мечевима Хрватске за Европско првенство 2008. изабран је за учешће на финалном турниру, где је добио једну утакмицу одигравши пуних 90 минута у победи над Пољском од 1:0, пошто су он и Дарио Кнежевић заменили редовне стартере Ковача и Шимунића, који су нису играли.
Вејић је одиграо укупно 5 утакмица, без голова, а његов последњи меч за репрезентацију је био меч квалификација за Светско првенство у априлу 2009. у гостима против Андоре.